# جاك لافيت
جاك لافيت (بالفرنسية: Jacques Laffitte)‏ (24 تشرين الأول 1767 ـ 26 أيار 1844) : مصرفي وسياسي فرنسي.

كان لافيت مصرفياً ناجحاً، إذا ترقى سريعاً في عمله ليصبح حاكم مصرف فرنسا. شارك في ثورة تموز عام 1830، ومن ثم أصبح رئيس مجلس الوزراء ووزير المالية في كنف الملك لويس فيليب الأول.

## حياته
ولد لافيت لعائلة بسيطة، كان والده نجاراً. بعد فترة دراسة قصيرة بدأ لافيت بتعلم مهنة النجارة على يد والده. ثم موظفاً عند كاتب العدل، وبعدها عاملاً عند أحد التجار.

## روابط خارجية
- جاك لافيت على موقع الموسوعة البريطانية (الإنجليزية)